# Кімната на горищі
«Кімна́та на гори́щі» (англ. The Skylight Room) — новела американського письменника О. Генрі, опублікована у 1906 році в збірці «Чотири мільйони». Сюжет новели розповідає про чесну романтичну дівчину, яка непомітно для сусідів вмирає від голоду в найдешевшій кімнаті на горищі пансіону. У творі письменник порушує морально-етичне питання байдужості суспільства до окремих його членів, відтворює бездушну психологічну атмосферу великого міста, в якому навіть фізично близькі люди (сусіди, власниця пансіону) не чутливі до проблем одне одного.

## Сюжет
У пансіоні місіс Паркер ціни на кімнати знижуються з кожним поверхом, а з ними — якість житла і майновий стан його мешканців. Отже, коли до пансіону завітала скромна худорлява міс Лісон, то вона спромоглася винайняти тільки найдешевшу кімнату під самим дахом. Час від часу дівчина підробляє друком документів, однак попри зовнішню скромність вона привертає увагу всіх парубків у будинку завдяки компанійській та веселій вдачі. Щовечора пожильці сидять на ґанку, а міс Лісон роздивляється зірки. Найяскравішу з них вона назвала Біллі Джексон.
Та настав час, коли міс Лісон перестала приносити папери для друкування. Одного вечора дівчина ледь допленталася до своєї кімнати і в ліжку попрощалася з Біллі Джексоном. Наступного ранку за викликом приїхав лікар і відвіз її невагоме тіло до шпиталю. На ґанку він сказав кілька слів місіс Паркер, від яких та «лишилась назавжди зігнутою і душею, і тілом». Наступного ранку в газеті з'явилася замітка про хвору, надзвичайно виснажену тривалим голодуванням, із зауваженням, що на думку лікаря, «вона видужає».